# Zračna luka Chileka
Zračna luka Chileka je međunarodna zračna luka koja se nalazi 16 km od najvećeg malavijskog grada Blantyre. Zračna luka se koristi za civilni transport te se nalazi 7 km od glavnog grada.
Zračna luka je smještena na nadmorskoj visini od 779 m te ima dvije asfaltirane piste.

## Avio kompanije i destinacije
Zračnu luku Chileka koriste sljedeće avio kompanije za civilni transport:
| Malavi Transport putnika | Malavi Transport putnika                                             |
| Avio kompanija           | Destinacija                                                          |
| ------------------------ | -------------------------------------------------------------------- |
| Air Malawi               | Club Makokola, Dar es Salaam, Harare, Johannesburg, Lilongwe, Lusaka |
| South African Airways    | Johannesburg                                                         |

## Vanjske poveznice
- International Airport Chileka International Airport (en.Wiki)